# Eutrichosiphum simlaense
Eutrichosiphum simlaense är en insektsart. Eutrichosiphum simlaense ingår i släktet Eutrichosiphum och familjen långrörsbladlöss. Inga underarter finns listade i Catalogue of Life.